# Ketř

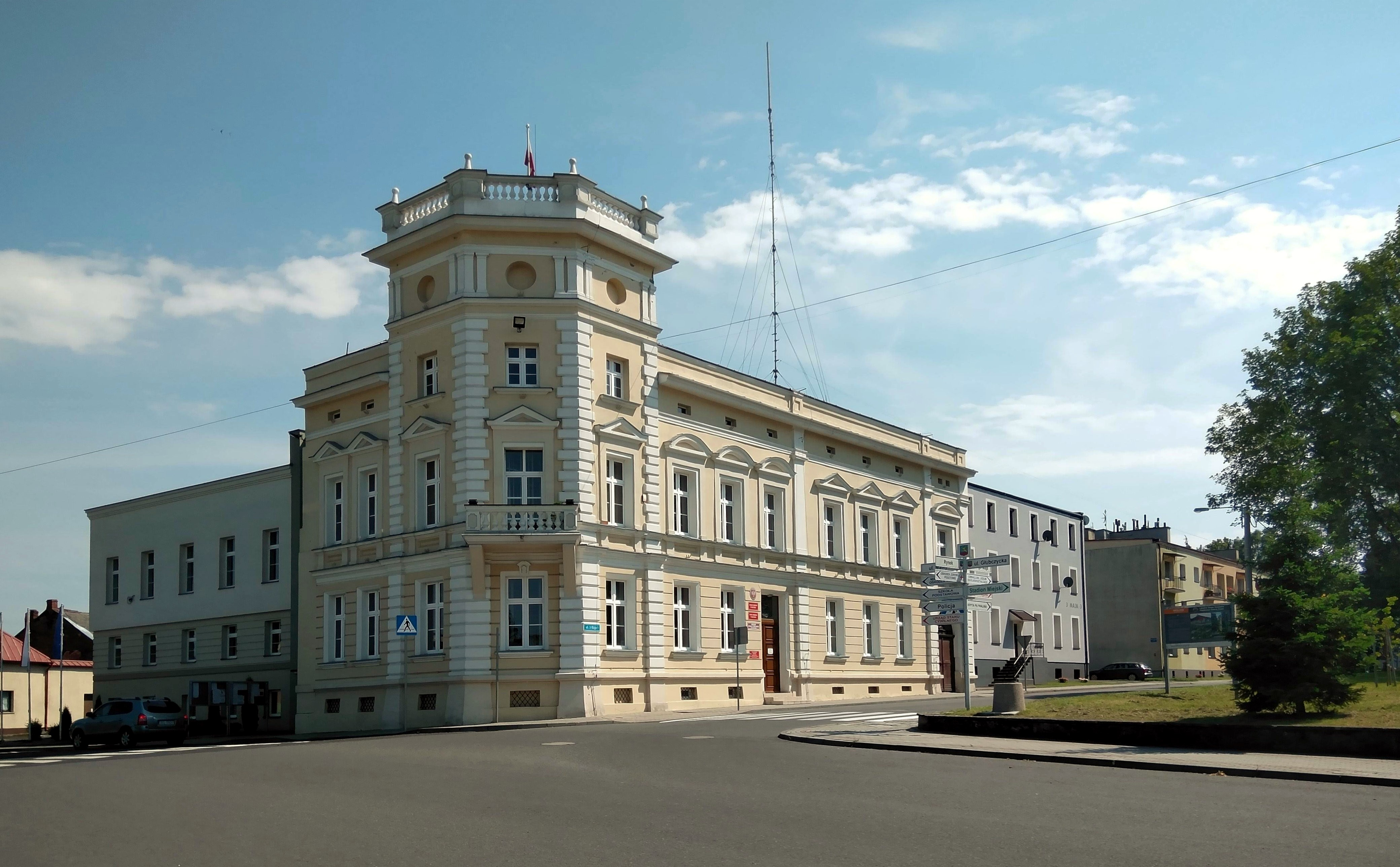
Radnice

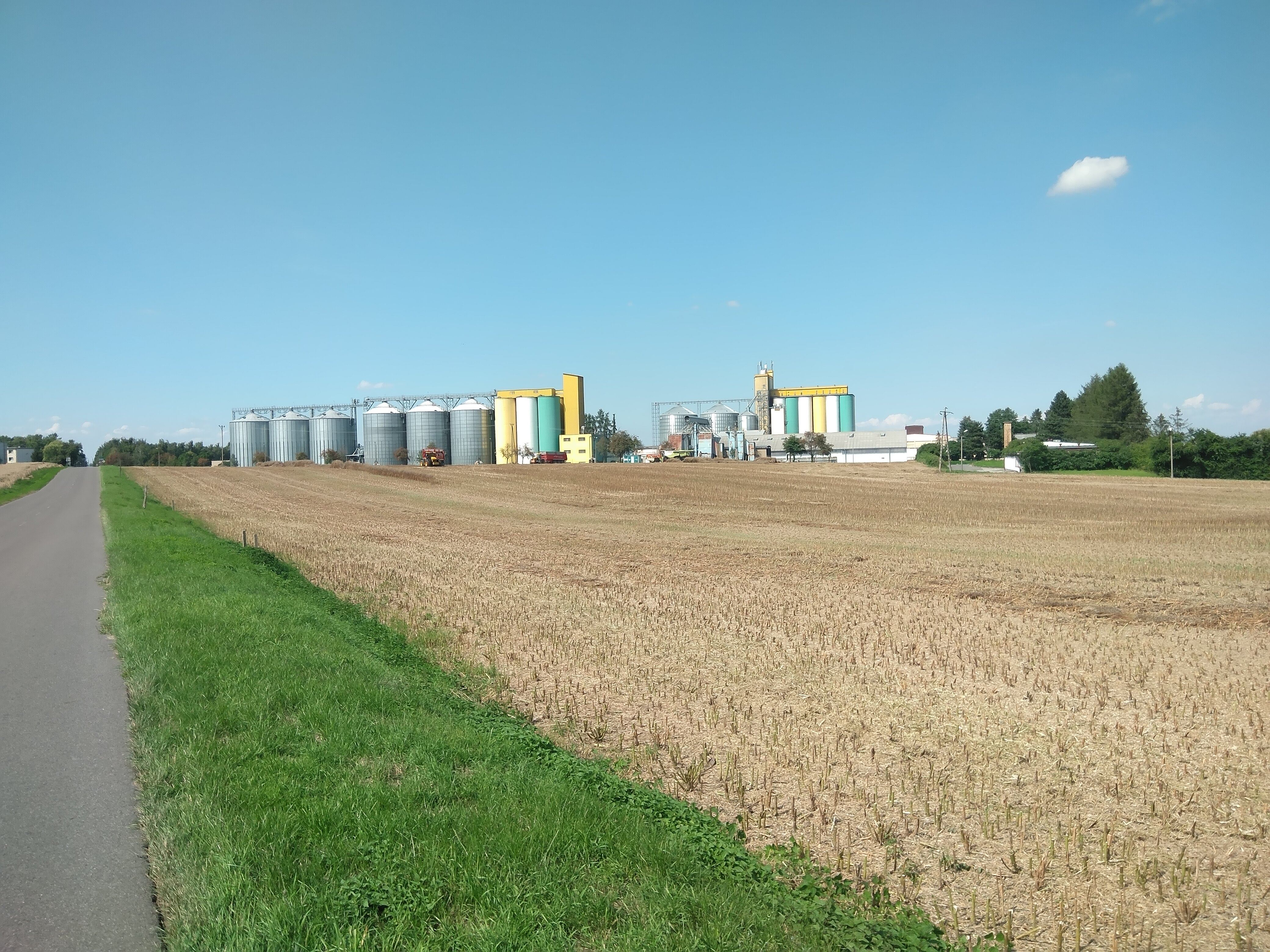
Zemědělský kombinát

Ketř (polsky Kietrz, německy Katscher) je město v jižním Polsku v Opolském vojvodství v okrese Hlubčice, sídlo stejnojmenné gminy. Leží na řece Troji a jejím pravostranném přítoku potoka Morawa v bezprostřední blízkosti státní hranice s Českou republikou – hraničí s obcí Třebom. Z hlediska historického zemského dělení se jedná o jednu z moravských enkláv ve Slezsku, část tzv. Pruské Moravy. Z geomorfologického pohledu se rozkládá v Opavské pahorkatině. V roce 2024 zde žilo 5 447 obyvatel.

## Dějiny
Území města se nachází v oblasti úrodné Opavské pahorkatiny, tedy v oblasti velmi příhodné k osídlení. O tom svědčí množství archeologických nálezů ze všech období pravěku, pohřebišť i sídlišť, jejichž výzkumu se věnovali především archeologové z Jagellonské univerzity v Krakově. Je doloženo paleolitické osídlení z doby před 20 000 lety, i osady prvních zemědělců z mladší doby kamenné. Na katastru obce bylo odkryto rozsáhlé pohřebiště kultury popelnicových polí z pozdní doby bronzové (kolem roku 1000 př. n. l.) a také cca 30 hrobů náležející keltské nekropoli z doby laténské (3. století př. n. l).
První zmínka o Ketři pochází z roku 1266. Německé jméno města Katscher zcela pravděpodobně souvisí se slovanským či českým výrazem „kačer“. Přemysl Otakar II. vyčlenil území, kde byly v té době založeny kromě Ketře osady Kněžpole (Knispel), Kozlůvky (Kösling), Langov (Langenau) a Tlustomosty (Stolzmütz), z nově vzniklého Opavského vévodství a daroval jej olomouckému biskupovi Brunovi ze Schauenburku. Ketřské panství tak nadále zůstalo součástí Moravy a tvořilo pak jednou z moravských enkláv ve Slezsku. Roku 1557 jej získal šlechtický rod Gašinských z Gašina (Gaschinsky von Gaschin) a následně roku 1887 Henckelové z Donnersmarku. Po první slezské válce v roce 1742 připadlo Prusku a od té doby bylo známo jako Pruská Morava. Politicky patřilo hlubčickému okresu, zdejší katolické farnosti však jako tzv. komisariát Ketř spadaly pod olomouckou arcidiecézi až do roku 1972.
V roce 1321 biskup Konrád I. Bavor povýšil Ketř na město. Časem se z něj stalo významné středisko tkalcovství a soukenictví. Již v roce 1539 je zde zmiňováno bratrstvo tkalcovských tovaryšů a v roce 1569 vznikl tkalcovský cech. V 18. století byl Ketř součástí daňové inspekce v Prudníku. V roce 1784 bydlelo v Ketři 46 pláteníků a 3 soukeníci, v roce 1840 se již v 350 dílnách tkal len a bavlna a v 36 dílnách vlna. V roce 1870 zde berlínská společnost Davistan AG vybudovala továrnu na plyš a koberce, kterou roku 1939 získal podnikatel Wilhelm Schaeffler a po druhé světové válce se z ní stala Továrna na výrobu dekoračních tkanin Welur. Ta ve svých nejlepších časech zaměstnávala na dva tisíce lidí a je v širokém povědomí s Ketří nerozlučně spjata. V současnosti podnik již neexistuje a tradici textilní výroby převzala B. K. Fabryka Dywanów. V roce 1896 byla zprovozněna místní dráha Ketř – Velké Petrovice, čímž město získalo železniční spojení i s Ratiboří. Osobní provoz na trati byl trvale zastaven roku 1993.
Válečné a mimoválečné aktivity Rudé armády, která obsadila Ketř 31. března 1945, vedly k naprostému zpustošení města. Celkově bylo zničeno 80 % zástavby, přičemž z historického jádra zbyly pouze: farní kostel sv. Tomáše i s farou, hřbitovní kaple sv. Kříže (1784), barokní morový sloup (1730) a socha svatého Floriana (1734) na bývalém náměstí, novorenesanční radnice (1887), hasičská zbrojnice a sedm obytných domů. Po druhé světové válce se Ketř stala součástí socialistického Polska a většina německy mluvícího obyvatelstva byla odsunuta. Nahradili jej polští přesídlenci z východních území postoupených Sovětskému svazu a přistěhovalci z centrálního Polska. Někdejší historické centrum bylo částečně nahrazeno panelovým sídlištěm a částečně ponecháno jako nezastavěná plocha. Počet obyvatel už nikdy nedosáhl předválečné úrovně – v roce 2019 žilo v Ketři necelých 6 tisíc lidí oproti 8 tisícům ve 30. letech.
V roce 1961 vznikl Zemědělský kombinát Ketř (Kombinat Rolny Kietrz), do kterého bylo začleněno devět okolních zemědělských družstev. I po ekonomické transformaci zůstal v majetku státu a je tak označován za „poslední polský státní statek“. V roce 2020 podnik obhospodařovával 8,5 tisíc ha půdy v Ketři a dalších obcích podél česko-polské hranice, choval na 9 tisíc kusů dobytka a zaměstnával kolem 300 pracovníků.
V Ketři dospívala na přelomu 70. a 80. let a vychodila zdejší střední školu Olga Tokarczuková, polská spisovatelka a nobelistka za literaturu 2018.

## Partnerské obce
- Bílovec (Česko, Moravskoslezský kraj)
- Oldřišov (Česko, Moravskoslezský kraj)
- Sudice (Česko, Moravskoslezský kraj)
- Tysmenycja (Ukrajina, Ivanofrankivská oblast)